# Rue de la Fidélité
La rue de la Fidélité est située dans le 10e arrondissement de Paris, en France.

## Situation et accès
La rue de la Fidélité est une voie publique située dans le 10e arrondissement de Paris. Elle débute au 75, boulevard de Strasbourg, au carrefour avec le boulevard de Magenta, en face de l'église Saint-Laurent et se termine au 94, rue du Faubourg-Saint-Denis au croisement de la rue de Paradis.
Le quartier est desservi par la ligne 4 à la station Château d'Eau.

## Origine du nom
Selon les frères Lazare et Jacques Hillairet, elle tire son nom de l'église Saint-Laurent de Paris, qui avait été rebaptisée « temple de l'Hymen et de la Fidélité » pendant la Révolution,,. La rue s'est d'ailleurs appelée dans un premier temps « rue de l’Hyménée ».
Selon l’historien de Paris, Georges Cain, le nom est dû à un propriétaire qui fit don, vers 1790, du terrain à la condition expresse que la nouvelle voie s’appellerait « rue de la Fidélité », celle-ci menant au « temple de l’Hymen ».

## Historique
La rue de la Fidélité a été ouverte entre la rue du Faubourg-Saint-Denis et la place de la Fidélité en l'an V (1796-1797), en grande partie sur les anciens terrains de la communauté des Filles de la Charité lors de la mise en vente de leurs biens.
La rue est prolongée jusqu'à la rue du Faubourg-Saint-Martin mais, après l'ouverture du boulevard de Strasbourg en 1852, la partie comprise entre ce boulevard et la rue du Faubourg-Saint-Martin a été dénommée « rue Sibour ».

## Bâtiments remarquables et lieux de mémoire

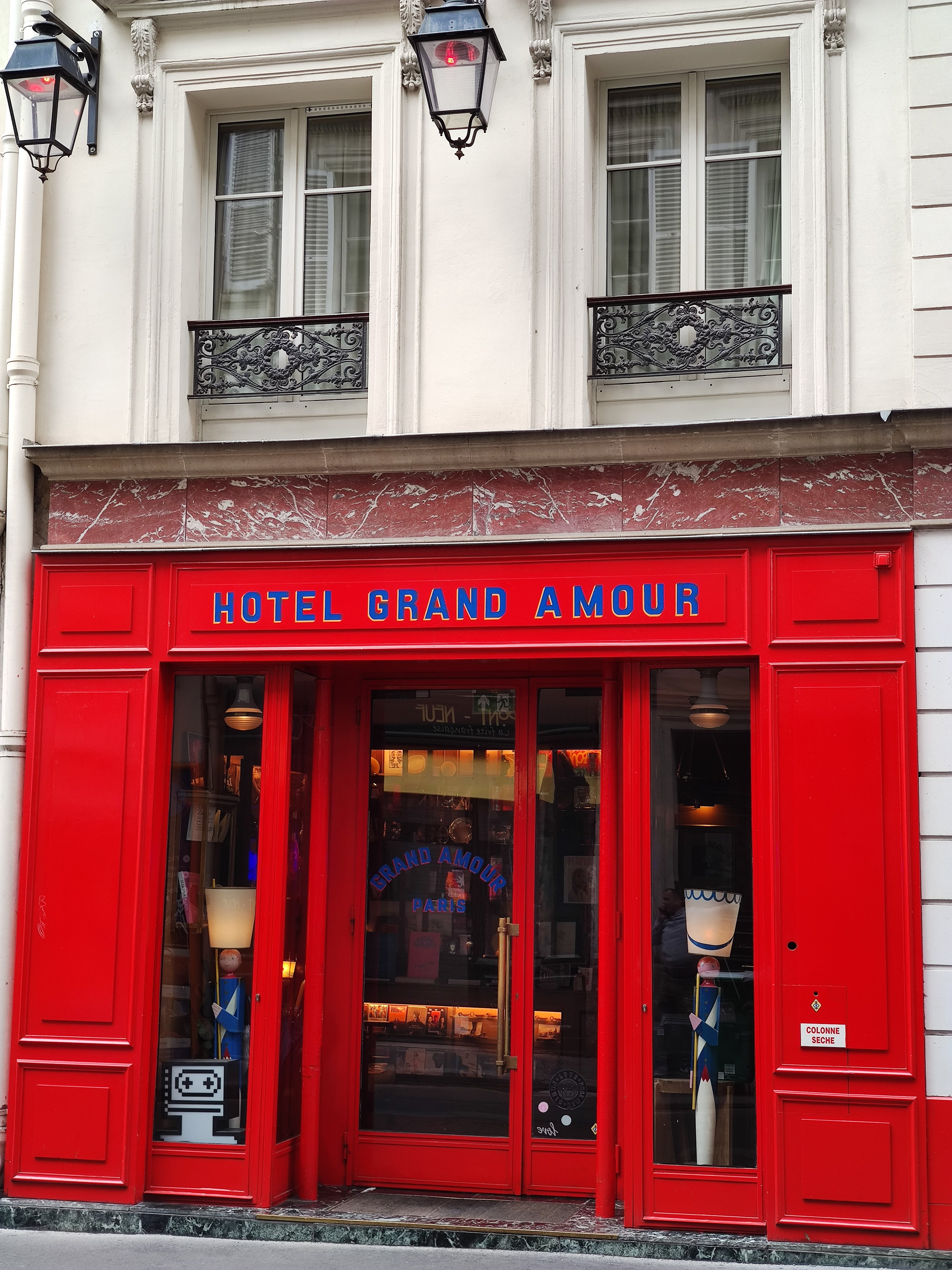
No 18.

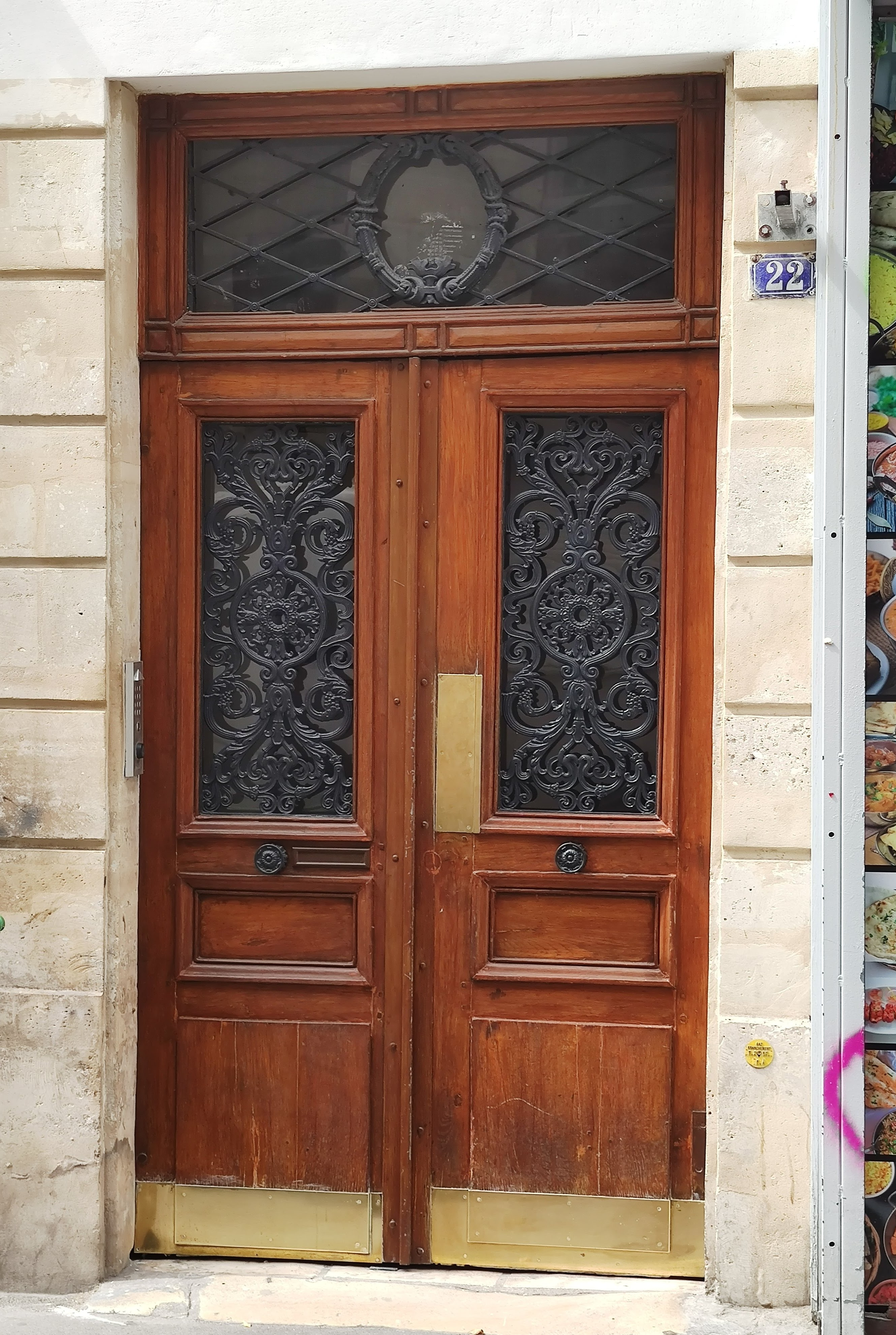
No 22 : porte.

- No 3 : en 1888 on trouve à cette adresse le Bon marché extraordinaire, fabrique et magasin de « chaussures à vis »[6].
- No 18 : hôtel Grand Amour.
- No 22 : remarquable exemple de porte de style Louis-Philippe[7].